# روستون
روستون (لويزيانا) (بالإنجليزية: Ruston, Louisiana)‏ هي مدينة و مقر المقاطعة تقع في الولايات المتحدة في لويزيانا. يقدر عدد سكانها بـ 21,859 نسمة .

## أعلام
- كايل وليامز
- جيمس غريفز
- رايلي ويلسون
- غارلاند غريغوري
- كارل مالوني
- غيلبرت غراي
- كلارنس فولك
- جوني جونز
- روبرت إدوين راسيل
- بيرتن جونز